# りきまる
りきまる（ 2007年4月23日 - ）は、日本の俳優、アイドル、歌手。スターダストプロモーション新人部所属。スターダストプロモーションの男性アーティスト集団「EBiDAN」から派生した中学生ユニット・STA*Mのメンバーである。

## 略歴
- 2016年、スタメンKiDSのメンバーとしてデビュー。
- 2020年、「エイゴビート2」のレギュラーになる。

## 人物
- 小柄な見た目のため、STA*Mの最年少メンバーと思われがちだが、実際の最年少メンバーは財部友吾。
- 愛称は「りっきー」。
- ジュニアテニスプレイヤーとしても活躍。
- ファンの総称は「りっきーず」。

## 出演

### テレビ
- 「みいつけた！」オフロスキー「オフロッケ！」（NHK Eテレ）
- 「ベイビーステップ」第7話（TOKYO MX／Amazonプライム・ビデオ）
- 「ヒトコワ」第6話 - ヨウヘイ役（ひかりTV･dTVチャンネル）
- 「エイゴビート2」（NHK Eテレ）
- 「少年寅次郎」第4･5話 - 千秋役（NHK）
- フジテレビ「スカッとジャパン」9月28日　ファミリースカッと−佐野勇太役

### 映画
- 都会のトム&ソーヤ（2021年7月30日） - 西沢達夫 役[2]

### 舞台
- 舞台「恐怖コレクター」（2023年5月13日 - 21日、草月ホール） - 木咲 役

### 広告
- 日産自動車「NISSAN SERENA e-POWER なんでドライブ」
- パナソニック 創業100周年「NEXT100」